# Uno-X Mobility (mannenwielerploeg)/2024
Deze pagina geeft een overzicht van de Uno-X Pro Cycling Team-wielerploeg in 2024.

## Algemene gegevens
Teammanager: Jens Haugland, Thor Hushovd vanaf 1/2
Ploegleiders: Christian Andersen, Kurt-Asle Arvesen, Arne Ensrud, Kristian Kulset, Max Emil Kørner, Stig Kristiansen, Jesper Mørkøv, Gabriel Rasch, Leonard Snoeks, Gino Van Oudenhove
Fietsmerk: Dare
Kleding: Bioracer

## Renners
| Naam                       | Geboortedatum | Nationaliteit | Ploeg 2023                  |
| -------------------------- | ------------- | ------------- | --------------------------- |
| Jonas Abrahamsen           | 20-09-1995    | Noorwegen     |                             |
| Idar Andersen              | 30-04-1999    | Noorwegen     |                             |
| Louis Bendixen             | 23-06-1995    | Denemarken    |                             |
| Carl-Frederik Bévort       | 24-11-2003    | Denemarken    | Uno-X Dare Development Team |
| Erlend Blikra              | 11-01-1997    | Noorwegen     |                             |
| William Blume Levy         | 14-01-2001    | Denemarken    |                             |
| Magnus Cort                | 16-01-1993    | Denemarken    | EF Education-EasyPost       |
| Fredrik Dversnes           | 20-03-1997    | Noorwegen     |                             |
| Odd Christian Eiking *     | 28-12-1994    | Noorwegen     | EF Education-EasyPost       |
| Stian Fredheim             | 23-03-2003    | Noorwegen     |                             |
| Tord Gudmestad             | 08-05-2001    | Noorwegen     |                             |
| Markus Hoelgaard           | 04-10-1994    | Noorwegen     | Lidl-Trek                   |
| Ådne Holter                | 08-07-2000    | Noorwegen     |                             |
| Jonas Iversby Hvideberg    | 09-02-1999    | Noorwegen     | Team DSM-Firmenich          |
| Anders Halland Johannessen | 23-08-1999    | Noorwegen     |                             |
| Tobias Halland Johannessen | 23-08-1999    | Noorwegen     |                             |
| Alexander Kristoff         | 05-07-1987    | Noorwegen     |                             |
| Johannes Kulset            | 14-04-2004    | Noorwegen     | Uno-X Dare Development Team |
| Magnus Kulset              | 18-08-2000    | Noorwegen     |                             |
| Sindre Kulset              | 07-08-1998    | Noorwegen     |                             |
| Niklas Larsen              | 22-03-1997    | Denemarken    |                             |
| Andreas Leknessund         | 21-05-1999    | Noorwegen     | Team DSM-Firmenich          |
| Sakarias Koller Løland     | 20-09-2001    | Noorwegen     | Uno-X Dare Development Team |
| Erik Nordsæter Resell      | 28-09-1996    | Noorwegen     |                             |
| Marcus Sander Hansen       | 25-08-2000    | Denemarken    |                             |
| Anders Skaarseth           | 07-05-1995    | Noorwegen     |                             |
| Rasmus Tiller              | 28-07-1996    | Noorwegen     |                             |
| Martin Urianstad           | 06-02-1999    | Noorwegen     |                             |
| Rasmus Bøgh Wallin         | 02-01-1996    | Denemarken    | Restaurant Suri-Carl Ras    |
| Søren Wærenskjold          | 12-03-2000    | Noorwegen     |                             |

*vanaf 8/2

### Vertrokken
| Naam                   | Geboortedatum | Nationaliteit | Ploeg 2024               |
| ---------------------- | ------------- | ------------- | ------------------------ |
| Anthon Charmig         | 25-03-1998    | Denemarken    | Astana Qazaqstan Team    |
| Niklas Eg              | 06-01-1995    | Denemarken    | WILLING ABLE Racing      |
| Jonas Gregaard         | 30-07-1996    | Denemarken    | Lotto-Dstny              |
| Kristoffer Halvorsen   | 13-04-1996    | Noorwegen     | Gestopt                  |
| Lasse Norman Hansen    | 11-02-1992    | Denemarken    | Team CO:PLAY-Giant Store |
| Jacob Hindsgaul Madsen | 14-07-2000    | Denemarken    | Gestopt                  |
| Torstein Træen         | 16-07-1995    | Noorwegen     | Bahrain-Victorious       |

## Overwinningen
| Nationale kampioenschappen wielrennen Noorwegen - tijdrit: Søren Wærenskjold Noorwegen - wegrit: Markus Hoelgaard AlUla Tour 2e etappe: Søren Wærenskjold Ster van Bessèges Bergklassement: Jonas Abrahamsen Sundvolden GP Idar Andersen Ringerike GP Idar Andersen Elfstedenronde Alexander Kristoff Veenendaal-Veenendaal Classic Tord Gudmestad Antwerp Port Epic Alexander Kristoff Ronde van Estland Ploegenklassement: *1) Ronde van Noorwegen 4e etappe: Alexander Kristoff Ploegenklassement: *2) | Heistse Pijl Alexander Kristoff Brussels Cycling Classic Jonas Abrahamsen Critérium du Dauphiné 2e etappe: Magnus Cort Ronde van België 1e etappe (ITT): Søren Wærenskjold Eindklassement: Søren Wærenskjold Ronde van Sibiu 1e etappe: Andreas Leknessund Ronde van Wallonië 3e etappe: Markus Hoelgaard Arctic Race of Norway 1e etappe: Alexander Kristoff 2e etappe: Alexander Kristoff 4e etappe: Magnus Cort Eindklassement: Magnus Cort Puntenklassement: Magnus Cort | Tour of Leuven-Memorial Jef Scherens Markus Hoelgaard Ronde van Denemarken 2e etappe: Magnus Cort Ronde van Poitou-Charentes in Nouvelle-Aquitaine 1e etappe: Fredrik Dversnes 3e etappe (ITT): Søren Wærenskjold Eindklassement: Søren Wærenskjold Jongerenklassement: Søren Wærenskjold Ronde van Duitsland Jongerenklassement: Tobias Halland Johannessen CRO Race 1e etappe: Alexander Kristoff 5e etappe: Alexander Kristoff Veneto Classic Magnus Cort |

*1) Ploeg Ronde van Estland: Blikra, Fredheim, S. Kulset, Løland, Hansen, Urianstad, Wallin
*2) Ploeg Ronde van Noorwegen: Andersen, Cort, Dversnes, Holter, Kristoff, Skaarseth
Bingoal WB · Burgos-BH · Caja Rural-Seguros RGA · Equipo Kern Pharma · Euskaltel-Euskadi · Israel-Premier Tech · Lotto Dstny · Polti Kometa · Q36.5 Pro Cycling Team · TDT-Unibet Cycling Team · Team Corratec-Vini Fantini · Team Flanders-Baloise · Team Novo Nordisk · TotalEnergies · Tudor Pro Cycling Team · Uno-X Mobility · VF Group-Bardiani CSF-Faizanè
Mannen: 2020 · 2021 · 2022 · 2023 · 2024 · 2025
Vrouwen: 2022 · 2023 · 2024 · 2025